# Monument aux héros de la guerre péninsulaire (Porto)

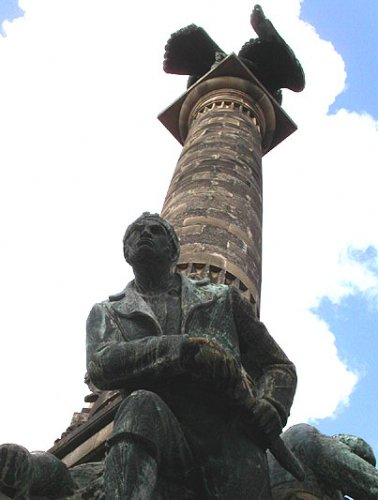
Monument aux héros de la guerre péninsulaire

Le Monument aux Héros de la Guerre Péninsulaire est un monument commémoratif situé sur la place Rotunda da Boavista, à Porto, au Portugal.
La Guerre Péninsulaire, ainsi désignée, fut celle qui unit les Portugais et les Anglais contre les armées françaises de Napoléon Bonaparte, dans la Péninsule Ibérique, de 1808 à 1814.

## Histoire et description
Conçu par l'architecte Marques da Silva et le sculpteur Alves de Sousa, l'œuvre a été érigée à partir de 1909 et inaugurée seulement en 1952. Compte tenu de la lenteur de la construction et du décès prématuré du sculpteur Alves de Sousa à 38 ans, les travaux ont été achevés sous la direction des sculpteurs Henrique Moreira et José Sousa Caldas.
Le monument fait 45 mètres de haut. Il se compose d'un piédestal entouré de groupes sculpturaux, dont deux atteignent la base. Ceux-ci représentent des scènes d'artillerie en mouvement, et on peut aussi voir des soldats anglais venus soutenir le Portugal et l'intervention de gens ordinaires dans la lutte et le désastre du « Ponte das Barcas ». Il faut noter la présence d'un élément féminin dans tous les groupes : à l'avant, une femme, en Victoire guidant le peuple, brandit, dans sa main gauche, le drapeau national et, dans sa droite, une épée.
L'ensemble est complété par une haute colonne surmontée d'un lion (symbole du drapeau de l'Angleterre, qui envoya des soldats pour soutenir les Portugais dans leur victoire) au sommet d'un aigle qu'il abat (c'est le symbole de l'empire de Napoléon).
À la base de la figure se trouvent des figures de soldats et des scènes de faits liés aux guerres napoléoniennes, en reliefs sculptés dans le granit.
Deux dates, en bronze, comme l'ensemble de la sculpture, sont visibles sur deux faces de la base de la colonne : MDCCCVIII et MDCCCIX. Toujours sur le piédestal se trouvent les armes de la ville.